# Новий Цидзин
Новий Цидзин (пол. Nowy Cydzyn) — село в Польщі, у гміні Пйонтниця Ломжинського повіту Підляського воєводства.
Населення — 240 осіб (2011).
У 1975-1998 роках село належало до Ломжинського воєводства.

## Демографія
Демографічна структура станом на 31 березня 2011 року:
|          | Загалом | Допрацездатний вік | Працездатний вік | Постпрацездатний вік |
| -------- | ------- | ------------------ | ---------------- | -------------------- |
| Чоловіки | 122     | 29                 | 78               | 15                   |
| Жінки    | 118     | 36                 | 48               | 34                   |
| Разом    | 240     | 65                 | 126              | 49                   |